# Lista de vereadores de Euclides da Cunha da 10.ª legislatura
Esta é a lista de vereadores de Euclides da Cunha para a legislatura 1983–1988.

## Vereadores
|    | Nome                                                                   | Partido | Votos | Observações |
| -- | ---------------------------------------------------------------------- | ------- | ----- | ----------- |
| 1  | Antônio Batista de Carvalho                                            | PDS     | 753   |             |
| 2  | Teófilo Dantas da Silva (Euclides da Cunha)                            | PDS     | 683   |             |
| 3  | Antônio Vieira Neto                                                    | PDS     | 581   |             |
| 4  | Antônio Avelino de Santana                                             | PDS     | 578   |             |
| 5  | Evaristo Manoel da Costa (Euclides da Cunha, 26.10.1928-)              | PDS     | 524   |             |
| 6  | Almira Canário Reis                                                    | PDS     | 514   |             |
| 7  | Renilson de Abreu Campos                                               | PDS     | 508   |             |
| 8  | José Dantas Lima, Zezé Lima (Euclides da Cunha, 04.07.1929-14.10.2019) | PDS     | 490   |             |
| 9  | José Verissimo Neto                                                    | PDS     | 488   |             |
| 10 | Tomé Pereira Alves                                                     | PDS     | 487   |             |
| 11 | Rubens Ribeiro Bastos (Euclides da Cunha, 15.11.1949-)                 | PMDB    | 268   |             |
| 12 | Edésio Ferreira Lima (Euclides da Cunha, 26.05.1955–)                  | PMDB    | 227   |             |
| 13 | José Damasceno Sobrinho                                                | PDS     | 183   |             |

## Legenda
| Cor  | Significado          |
| Bege | Presidente da Câmara |
| Azul | Suplente             |

## Composição das bancadas
| Partido | Líder | Bancada | Posição  |
| ------- | ----- | ------- | -------- |
| PDS     |       | 11 / 13 | Governo  |
| PMDB    |       | 2 / 13  | Oposição |

| Bloco    | Líder | Bancada |
| -------- | ----- | ------- |
| Governo  |       | 11 / 13 |
| Oposição |       | 2 / 13  |